# Nikodim Kondakov
Pour l’article homonyme, voir Kondakov.
Nikodim Pavlovitch Kondakov (en russe : Никодим Павлович Кондаков) est un historien russe, spécialiste de l'art byzantin et russe ancien, né le 1er novembre 1844 (13 novembre dans le calendrier grégorien) dans le village d'Olchanka (ouïezd de Novy Oskol, gouvernement de Koursk, Empire russe) et décédé à Prague en Tchécoslovaquie le 17 février 1925. Il crée une méthode d'étude des icônes russes anciennes. Il est membre correspondant de l'Académie des sciences de Saint-Pétersbourg, à partir de 1892, et membre actif et effectif à partir de 1898. En 1893, il devient membre de l'Académie russe des beaux-arts de Saint-Pétersbourg ; en 1901, il est membre-fondateur de la Société russe.

## Historique
Il se forme à la faculté d'histoire et de philologie de l'université d'État de Moscou sous la direction de Fiodor Bouslaïev. Puis il devient enseignant dans des écoles d'enseignement moyen notamment à Moscou. En 1870, il est chargé de cours d'histoire à la faculté de l'université d'Odessa en Nouvelle-Russie. Il défend sa thèse de maîtrise en 1873 sur le sujet suivant : « La Statuaire des harpies en Asie mineure et la symbolique artistique grecque » puis une thèse de doctorat sur « L'histoire de l'art byzantin et l'iconographie chez les peintres russes de miniature ». À partir de 1888 et jusqu'en 1897, il est professeur titulaire de la chaire d'histoire à l'université d'État de Saint-Pétersbourg et également à l'Institut d'enseignement supérieur pour jeunes filles de Saint-Pétersbourg. De 1888 à 1893, il est conservateur-doyen de la section d'histoire du Moyen Âge et de la Renaissance au musée de l'Ermitage. En 1895, avec Fiodor Ouspenski, il crée l'Institut archéologique russe de Constantinople (en). Les cours de Kondakov exercèrent une grande influence notamment sur Michael Rostovtzeff, Nikolaï Likhatchev, Dmitri Aïnalov, et d'autres historiens d'art et archéologues. À partir de 1917, il vit à Odessa puis à Yalta, à Constantinople et enfin à Sofia en Bulgarie. En 1920, il devient professeur à l'université de Sofia. En 1922, il part pour Prague, en Tchécoslovaquie, où il enseigne à l'université Charles de Prague, et ce jusqu'à son décès en 1925. Il est enterré au cimetière d'Olšany. Un cercle de jeunes historiens se constitue autour de son œuvre et du souvenir de sa personnalité, connu sous le nom de Seminarium Kondakovianum, puis en 1931 sous le nom d'Institut archéologique Kondakov.

## Source de la traduction
- (ru) Cet article est partiellement ou en totalité issu de l’article de Wikipédia en russe intitulé « Кондаков, Никодим Павлович » (voir la liste des auteurs).